# XI Sonata fortepianowa Beethovena

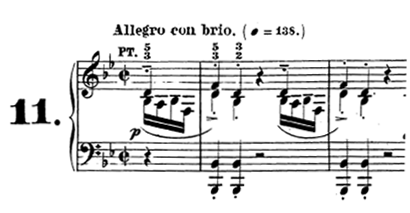
Początek Sonaty op. 22

Sonata fortepianowa nr 11 B-dur op. 22 Ludwiga van Beethovena powstała w roku 1800 i zadedykowana została Johannowi Georgowi von Braun-Camus.
W sonatach napisanych po Sonacie B-dur op. 22 Beethoven coraz chętniej eksperymentował z formą.

## Części utworu
Sonata składa się z czterech części:
1. Allegro con brio
2. Adagio con molt' espressione
3. Menuetto
4. Rondo. Allegretto.

Przeciętne wykonanie utworu trwa ok. 23 minut.